# Minamibōsō
Minamibōsō (南房総市, Minamibōsō-shi) est une ville située dans la préfecture de Chiba, au Japon.

## Géographie

### Localisation
Minamibōsō est située dans le sud de péninsule de Bōsō, entre l'océan Pacifique et la baie de Tokyo.

### Démographie
En décembre 2021, la population de Minamibōsō s'élevait à 37 206 habitants, répartis sur une superficie de 230,12 km2.

### Topographie
Les monts Karasuba, Atago, Iyogatake et Tomi se trouvent en partie sur le territoire de la ville.

## Histoire
La ville de Minamibōsō a été créée en 2006 de la fusion des anciens bourgs de Chikura, Maruyama, Shirahama, Tomiura, Tomiyama et Wada, et de l'ancien village de Miyoshi.

## Culture locale et patrimoine
Le phare Nojimazaki est situé au niveau du cap Nojima, à l'extrême sud de la ville.

## Transports
La ville est desservie par la ligne Uchibō de la JR East.
Un ferry relie la ville avec Futtsu et Yokosuka. 

## Jumelage
Minamibōsō est jumelée avec :
- Ferndale (États-Unis),
- Blankenberghe (Belgique).